# Cho Gu-ham

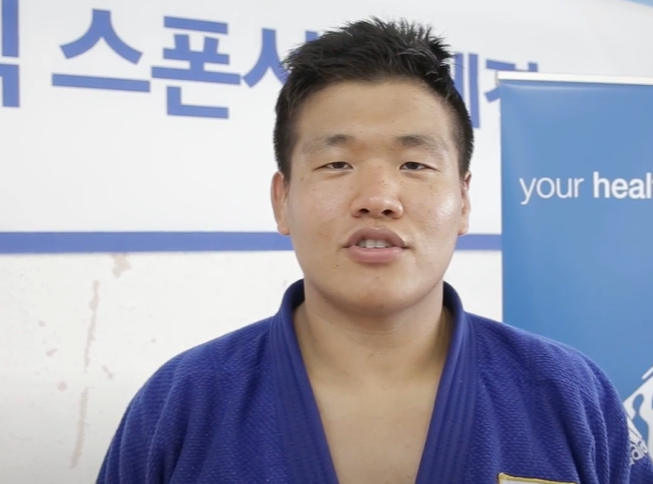
Cho Gu-ham, 2016

Cho Gu-ham (* 30. Juli 1992 in Chuncheon) ist ein ehemaliger südkoreanischer Judoka. Er war Weltmeister 2018 und Olympiazweiter 2021 im Halbschwergewicht, der Gewichtsklasse bis 100 Kilogramm.

## Sportliche Karriere
Cho Gu-ham gewann 2009 den Titel bei den U20-Asienmeisterschaften im Schwergewicht. 2010 war er Dritter und 2011 Zweiter der Juniorenweltmeisterschaften. 2013 gewann er eine Bronzemedaille bei den Asienmeisterschaften in Bangkok. Bei der Universiade in Kasan gewann er den Titel.
2014 wechselte der 1,78 m große Cho Gu-ham vom Schwergewicht ins Halbschwergewicht. In dieser Gewichtsklasse gewann er eine Bronzemedaille bei den Asienspielen 2014 in Incheon. 2015 siegte er bei der Universiade in Gwangju. Bei den Olympischen Spielen 2016 in Rio de Janeiro gewann er seinen ersten Kampf gegen den Schweden Martin Pacek, in seinem zweiten Kampf schied er gegen den Ukrainer Artem Bloschenko nach 1:35 Minuten aus.
Im Dezember 2017 gewann Cho das Grand-Slam-Turnier in Tokio. Bei den Asienspielen 2018 in Jakarta unterlag er im Finale dem Japaner Kentaro Iida. Dreieinhalb Wochen später besiegte er bei den Weltmeisterschaften in Baku den Niederländer Michael Korrel im Viertelfinale und den Russen Nijas Iljassow im Halbfinale. Im Finale bezwang er den Georgier Warlam Liparteliani und war Weltmeister. Im Jahr darauf besiegte er im Viertelfinale der Weltmeisterschaften in Tokio den Japaner Aaron Wolf. Nach Niederlagen gegen Iljassow im Halbfinale und Korrel im Kampf um Bronze belegte Cho den fünften Platz. Im Oktober 2019 gewann er das Grand-Slam-Turnier in Abu Dhabi. Nach der Zwangspause wegen der COVID-19-Pandemie meldete sich Cho im Mai 2021 mit einem dritten Platz beim Grand-Slam-Turnier in Kasan zurück. Bei den Olympischen Spielen in Tokio besiegte er im Viertelfinale den Deutschen Karl-Richard Frey und im Halbfinale den Portugiesen Jorge Fonseca. Im Finale unterlag er Aaron Wolf, Cho erhielt die Silbermedaille.
Im Dezember 2022 gab Cho Gu-ham seinen Rückzug vom Leistungssport bekannt.